# Carterknattane
Die Carterknattane (norwegisch) sind eine Gruppe kleiner Nunatakker im ostantarktischen Coatsland. Sie ragen im Pioneers Escarpment im äußersten Osten der Shackleton Range auf.
Wissenschaftler des Norwegischen Polarinstituts benannten sie 1990 nach John Francis Carter (* 1945) vom British Antarctic Survey, der zwischen November 1968 und November 1969 an der Erkundung der Shackleton Range beteiligt war.